# Norbert Mészáros
Norbert Mészáros (ur. 19 sierpnia 1980 w Pápa) – węgierski piłkarz, występujący na pozycji obrońcy.